# Gooswijn van der Lawick

Wapen van der Lawick

Gooswijn van der Lawick of Goosen van der Lauwick (Diepenheim, ±1547 - Bredevoort, 23 juni 1629) was kapitein, heer van Geldermalsen, leenman van ter Hegge en ten Velde en drost van Bredevoort, lid van ridderschap van Zutphen en Nijmegen.

## Familie
Gooswijn was een zoon van Goossen van der Lawick, heer van Geldermalsen en drost van Buren, en van Anna van Asperen van Vueren. Trouwde met de weduwe van Floris van Buckhorst, Joanna Bentinck en werd daardoor ook beleend met kasteel en heerlijkheid Buckhorst. Twee van zijn zoons, Christoffel en Georg Nicolaas, zouden later ook drost worden van Bredevoort.

## Kinderen
Kinderen:
- Goossen
- Agnes
- Anna
- Christoffel
- George (Jurrien) Nicolaes
- Sophia
- Wilhelmina
- Johanna

## Staatse dienst
Gooswijn van der Lawick heeft zich beroemd gemaakt tijdens het beleg en ontzet van Bredevoort in 1606. Nadat de Spanjaarden Bredevoort wisten te overrompelen kon de burgerij en garnizoen het kasteel Bredevoort op vluchten om daar de verdediging van de stad voort te zetten in afwachting van een ontzet van omliggende Staatse legers. De Spanjaarden hadden echter niet de beschikking over kruit en kogels, die waren toevallig daags tevoren door Gooswijn van der Lawick binnen het kasteel gebracht. Daardoor lukte het de Spanjaarden niet om het stadje succesvol in te nemen, ze raakten zonder munitie. Van der Lawick nam als bevelhebber ook deel aan de Inname van Wesel (1629) samen met Wolf Mislich.